# 重农主义
重农主义（英語：Physiocracy，其希臘字源為Physio（自然）-cracy（治理），也称作重农学派）的经济理论認為，國家财富的根本來源為土地生產及土地發展，偏重以農業勞動為主的自然秩序的概念。該理論以1750年代～1770年代初的法国弗朗索瓦·魁奈和杜爾哥为主要代表，這和“科尔贝尔主义”偏重國家以關稅管制貿易並鼓勵及控制工商製造业不同，重農主義者傾向降低關稅（特別是農產品）及經濟自由放任主義。

## 简介
重农主义的最早思想起源于古希腊学者色诺芬的著作《经济论》。重农主义在18世纪晚期非常流行，是最早的、较为完整的经济理论。重农主义者认为，經濟活動的主要動力是來自農業生產的盈余，而其它的如工資、消費、地租是這盈余的转化及衍生活動。
魁奈的重農理論將經濟行動者分為三階級：資產階級的地主、有（农业）生產力的農業勞動者、及無（农业）生產力的工匠及商人。在政策方面，為鼓勵生產創造真正的物質財富，國家徵的稅應主要在土地擁有者而非農業勞動者上，並要求國際的農糧貿易要自由化並免除關稅。
国家的财富决定于农业生产。其他的经济活动，如制造，被看作是利用农业产品的盈余部分，将其转化为另外的产品形式，用盈余的农产品养活从事制造的工人。虽然制造业和其他非农业工人还是有其用途，他们的收入并非最终来源于他们的劳动，而是农产品盈余部分的转化。

## 影响
重农主义者得到法国蓬帕杜夫人及早期路易十六的支持，并且定期在马赛会面。亚当·斯密在法国讲学期间深受其影响，马克思在《资本论》中也大段引述重农主义观点，将其发展为现代的劳动价值论。